# Thinsulate
Thinsulate er et varemærke af syntetisk fiber til termisk isolering, der bruges i tøj. Ordet er et portmanteau af de engelske ord "thin" og "insulate" (tynd og isolere), det er varemærkebeskyttet af 3M. Materialet er lavet af 3M Corporation og blev første gang solgt i 1979. Det blev oprindeligt markedsført som et billigt alternativ til dun; på det tidspunkt hævdede 3M, at det var dobbelt så varmt som en tilsvarende mængde af ethvert naturligt materiale.
Oprindeligt designet til tøj, blev det senere populært som et akustisk dæmpende materiale. I 1997 genererede 3M US$150 millioner i årlig omsætning fra produktet. Dets udvikling stammer fra andre mikrofiberprodukter fremstillet af 3M. Det har været brugt i amerikansk hærtøj siden midten af 1980'erne.